# Bumblebee (film)
Bumblebee – amerykański fantastycznonaukowy film akcji  z 2018 roku w reżyserii Travisa Knighta. Jest także szóstą odsłoną serii Transformers i jednocześnie prequelem pierwszej części.

## Fabuła
Podczas ewakuacji Autobotów z Cybertronu, B-127 zostaje wysłany na Ziemię. Lądując w Kalifornii, trafia na grupę żołnierzy, przed którymi ucieka. Próbuje zawrzeć z nimi rozejm, lecz atakuje go Deceptikon, który za nim podążał. Autobot niszczy przeciwnika, lecz zostaje ciężko uszkodzony, tracąc głos i pamięć, po czym ukrywa się pod postacią samochodu.
Odnajduje go nastoletnia Charlie, która nie może sobie poradzić ze śmiercią ojca. Dziewczyna odkrywa prawdziwą naturę B-127 i zaprzyjaźnia się z Autobotem, nazywając go Bumblebee. Wkrótce na Ziemi pojawiają się jednak kolejne Decepticony, które namawiają wojskowych, by pomogli im w odnalezieniu uciekiniera.

## Obsada

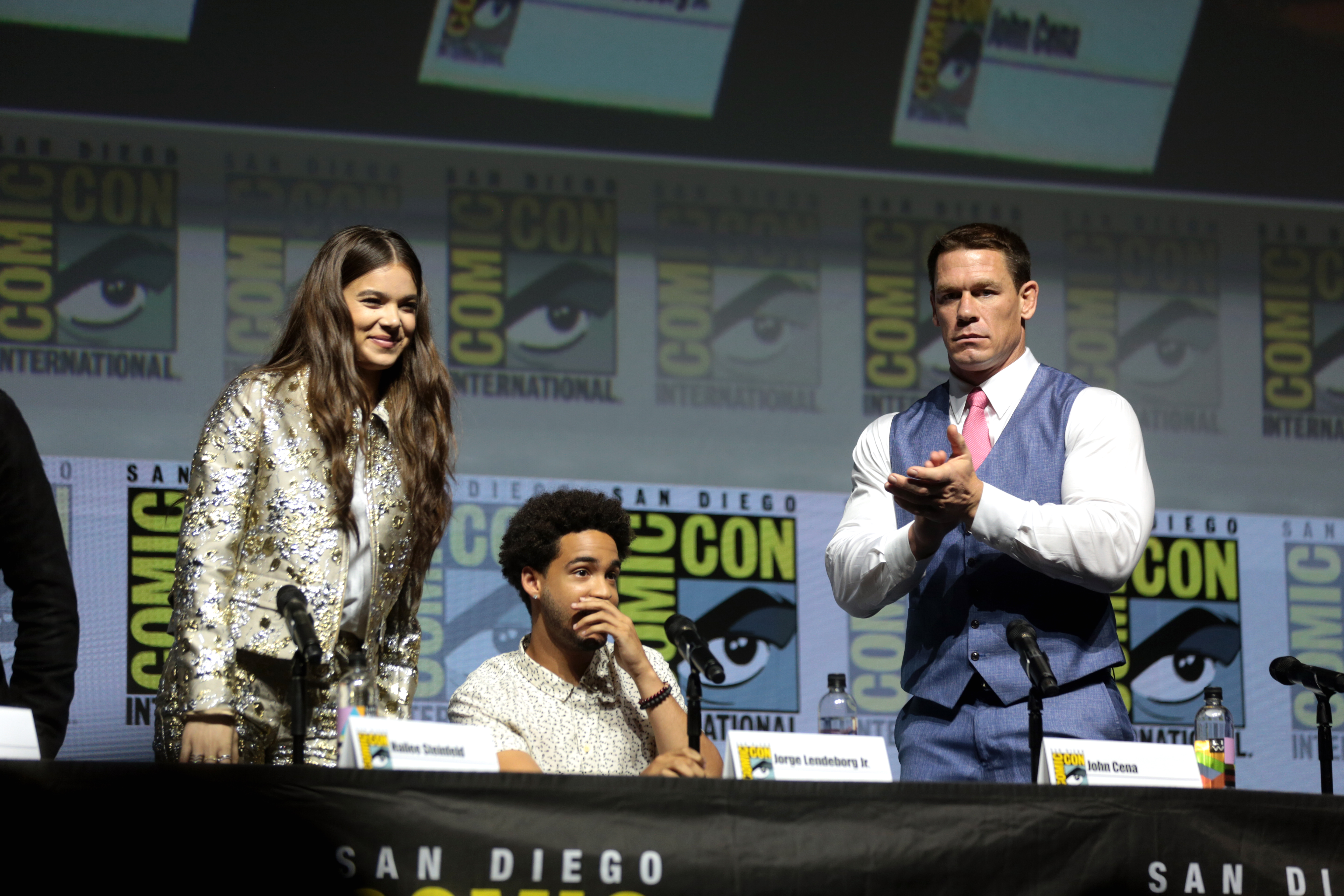
Hailee Steinfeld, Jorge Lendeborg Jr. i John Cena (2018)

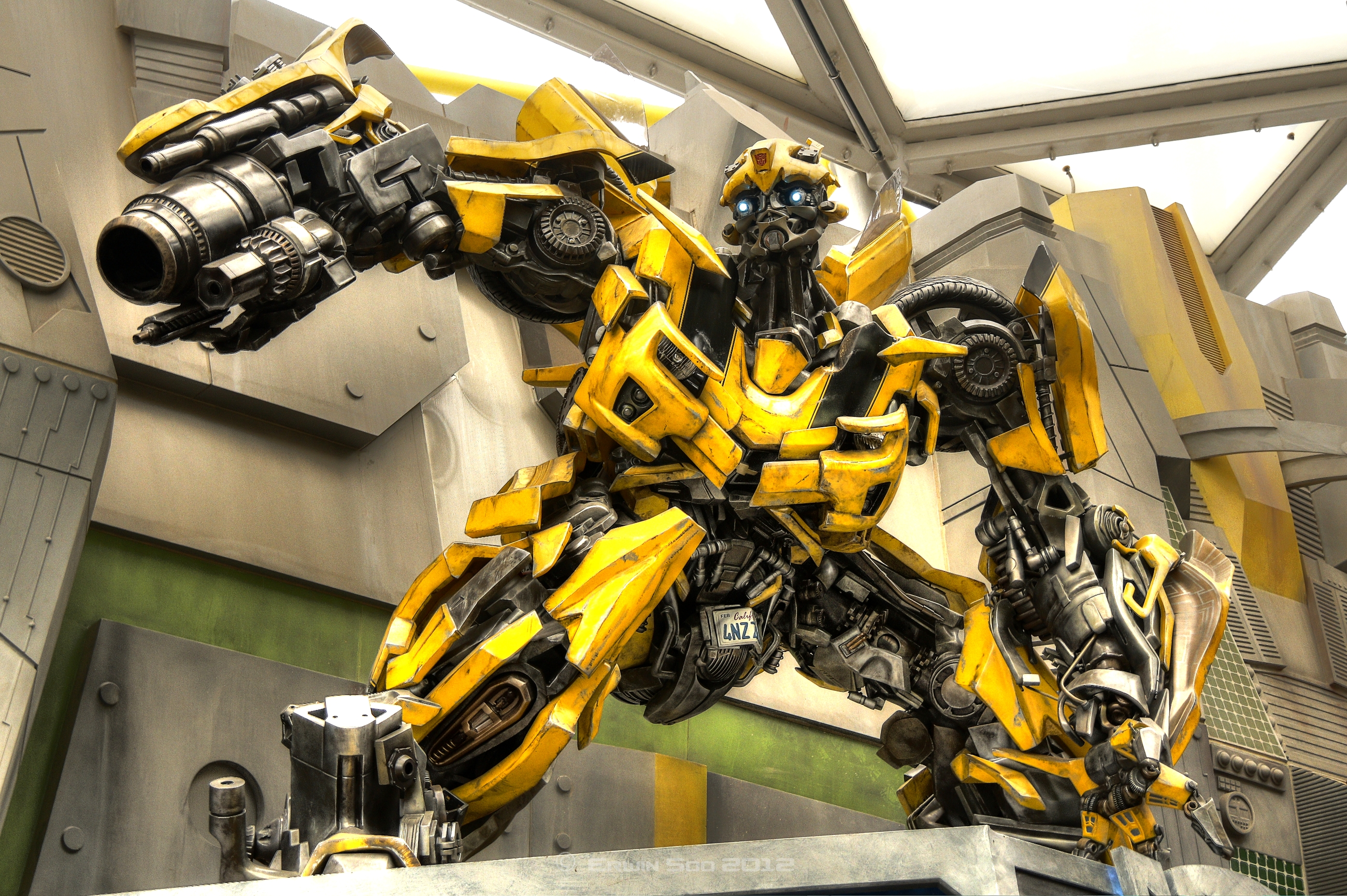
figura Bumblebee

| Aktor               | Rola                       |
| ------------------- | -------------------------- |
| Hailee Steinfeld    | Charlie Watson             |
| John Cena           | Jack Burns                 |
| Dylan O’Brien       | Bumblebee (głos)           |
| Jorge Lendeborg Jr. | Guillermo "Memo" Gutierrez |
| John Ortiz          | dr Powell                  |
| Peter Cullen        | Optimus Prime (głos)       |
| Jason Drucker       | Otis Watson                |
| Pamela Adlon        | Sally Watson               |
| Angela Bassett      | Shatter (głos)             |
| Justin Theroux      | Dropkick (głos)            |
| Stephen Schneider   | Ron                        |
| Glynn Turman        | gen. Whalen                |
| Len Cariou          | Hank                       |
| Gracie Dzienny      | Tina Lark                  |
| Ricardo Hoyos       | Tripp Summers              |
| Fred Dryer          | szeryf Lock                |
| Lenny Jacobson      | Roy                        |

## Odbiór

### Box office
Budżet filmu jest szacowany na 135 milionów dolarów. W Stanach Zjednoczonych i Kanadzie film zarobił ponad 127 mln USD. W innych krajach przychody wyniosły blisko 341 mln, a łączny przychód z biletów około 468 milionów dolarów.

### Krytyka w mediach
Reakcja krytyków na film była generalnie pozytywna. W serwisie Rotten Tomatoes 90% z 251 recenzji jest pozytywne, a średnia ocen wyniosła 6,90/10. Na portalu Metacritic średnia ocen z 39 recenzji wyniosła 66 punktów na 100.

## Kontynuacja
Sequel filmu, Transformers: Przebudzenie bestii miał premierę 24 czerwca 2023 roku.